# Bhuli
Bhuli è una suddivisione dell'India, classificata come census town, di 89.584 abitanti, situata nel distretto di Dhanbad, nello stato federato del Jharkhand. In base al numero di abitanti la città rientra nella classe II (da 50.000 a 99.999 persone).

## Geografia fisica
La città è situata a 23° 49' 00 N e 86° 23' 55 E.

## Società

### Evoluzione demografica
Al censimento del 2001 la popolazione di Bhuli assommava a 89.584 persone, delle quali 47.995 maschi e 41.589 femmine. I bambini di età inferiore o uguale ai sei anni assommavano a 13.667, dei quali 7.068 maschi e 6.599 femmine. Infine, coloro che erano in grado di saper almeno leggere e scrivere erano 56.770, dei quali 34.013 maschi e 22.757 femmine.